# Етнографічні групи українців

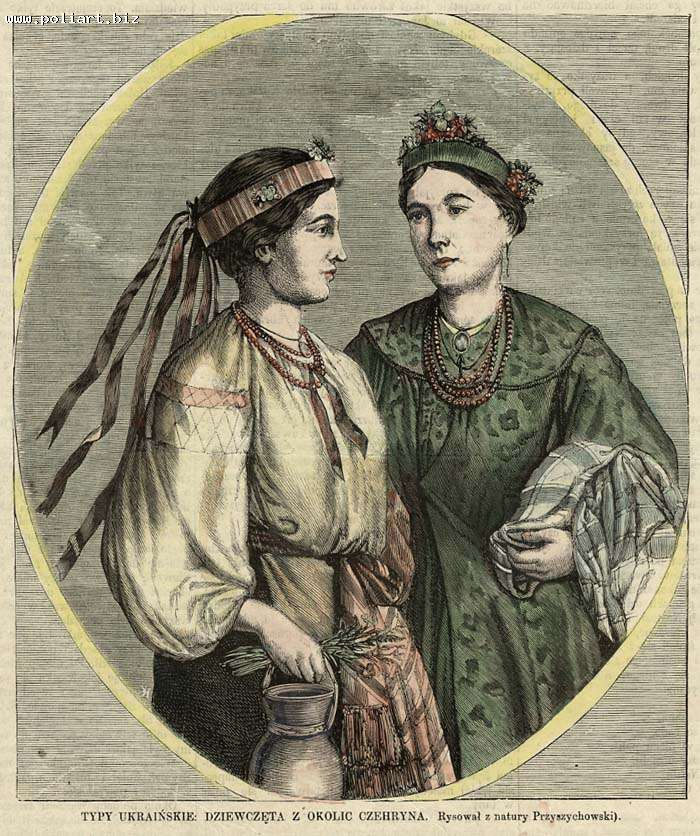
Дівчата з околиць Чигирина 1863

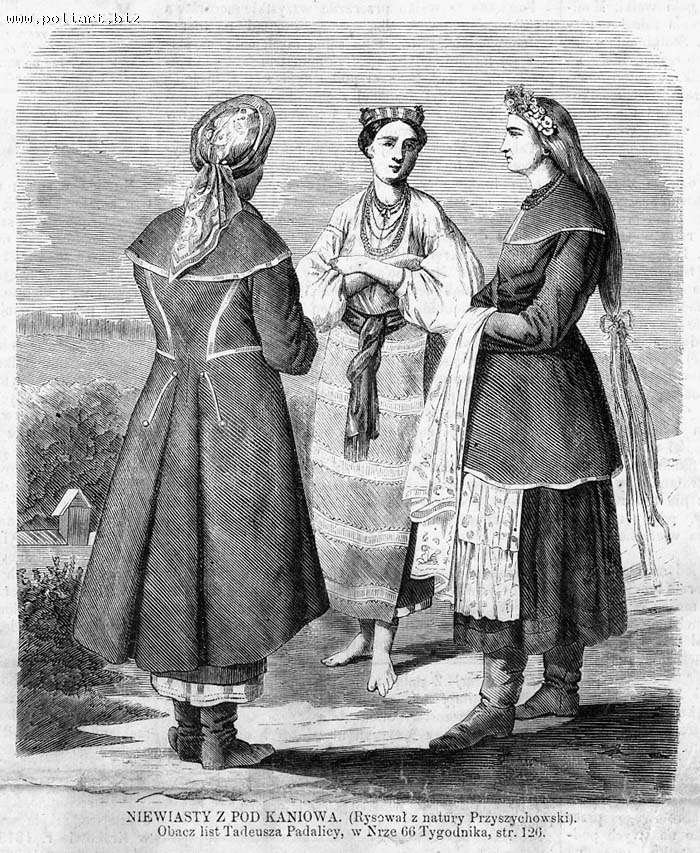
Дівчата з-під Канева, 1862

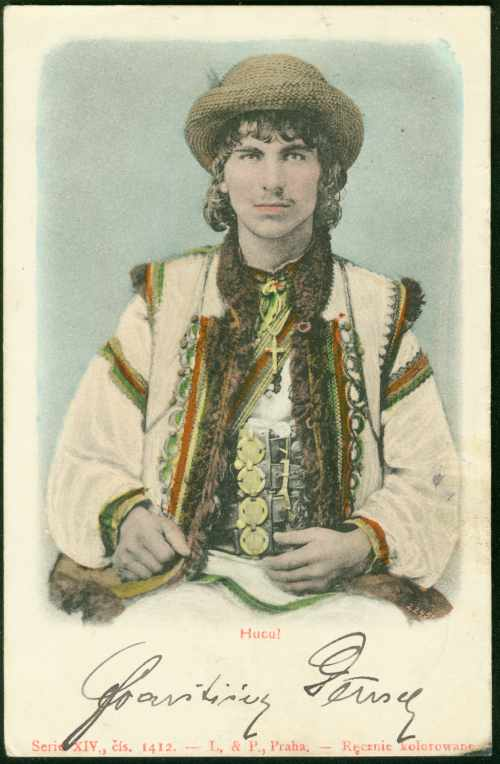
Гуцул, 1901

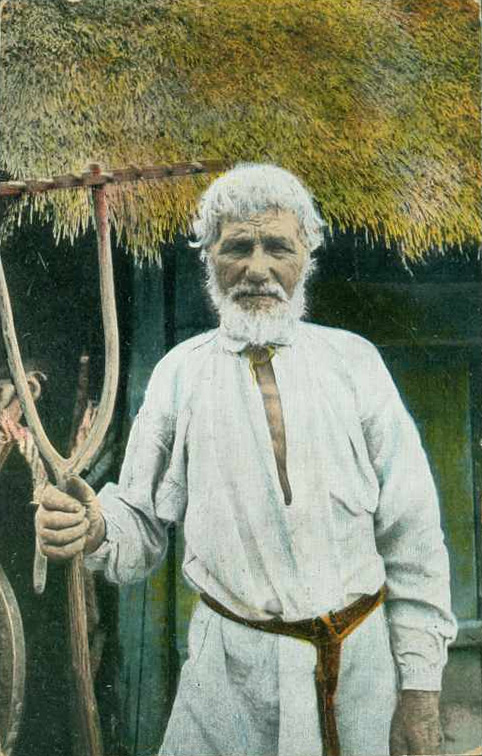
Волинянин

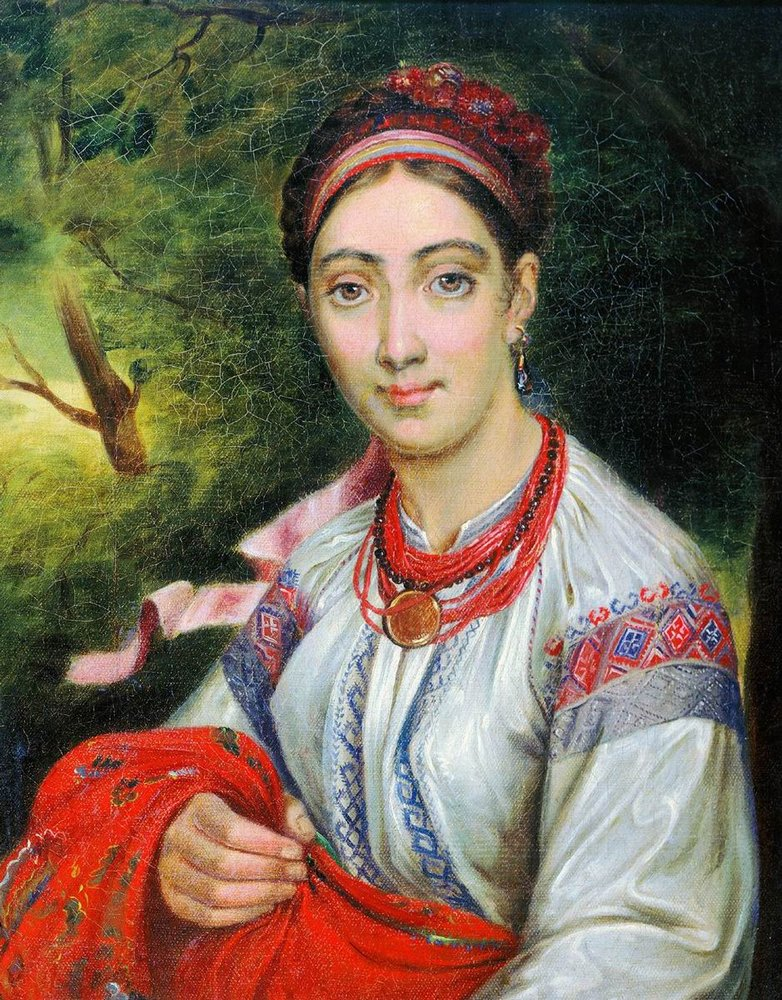
Подолянка. В. Тропінін, 1825

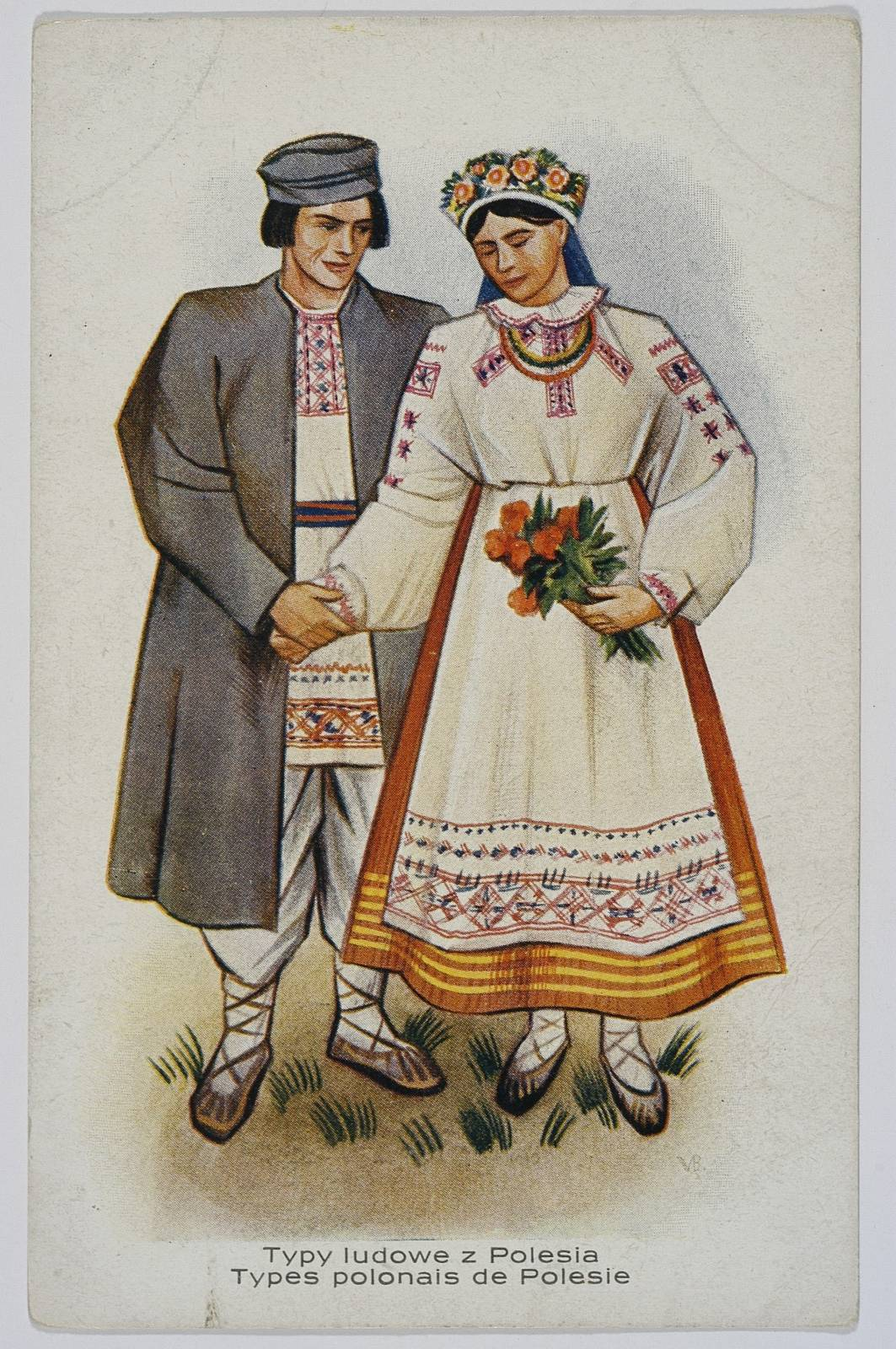
Поліщуки

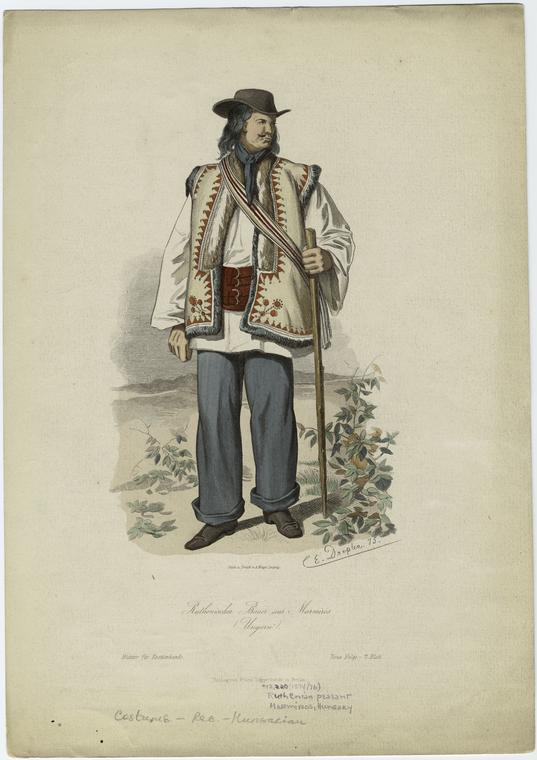
Русин з Мармарош 1876

Етнографі́чні гру́пи украї́нців (англ. Ethnographic groups of Ukrainian people, Subethnic groups of Ukrainians).
Етнографічна група або субетнос це певна група людей, що належить до конкретного етносу. Вона зберігає традиційні елементи побутової культури, діалектні відмінності мови й складає історико-культурну спільність. Традиційно-побутові особливості етнографічних груп (субетносів) виявляються в одязі, житлі, звичаях, обрядах, фольклорі, народній музиці та декоративно-ужитковому мистецтві.
Поява етнографічних груп зумовлена історичними особливостями розвитку окремих територіальних груп конкретної народності чи нації, їх соціальним і політичним становищем, географічними умовами, заняттями, що позначається на культурі й побуті цих груп. Часто такі групи мають самоназву і виступають етнографічними групами (субетносами) конкретного етносу.

## Загальна характеристика
Впродовж багатьох століть на українській етнічній території відповідно сформувалися різні етнографічні групи українського етносу. Серед них лемки, долиняни, гуцули, покутяни, ополяни, подоляни, волиняни, батюки, холмщаки, підгіряни, підляшани, пінчуки, поліщуки, литвини, польовики, поршане, черкаси, переяславці, полтавці, кирдани, сіврюки, слобожанці, степовики, задунайці, кубанці, донці та інші етнолокальні групи з нечіткою етнічною самосвідомістю, але з певними культурно-побутовими особливостями.
За умов урбанізації і стрімкого економічного розвитку активізується культурно-побутова інтеграція цих груп з навколишнім населенням. Внаслідок внутрішньо-етнічної консолідації українців згадані специфічні особливості цих груп згладжуються, звужується сфера їх впливу і окремі з них перестають існувати. Етнографічні групи українського етносу зараз найкраще збереглися в межах Українських Карпат та Закарпаття. Найкраще зберегли свої особливості етнографічні групи горян Українських Карпат — бойки, гуцули, лемки.

## Опис окремих етнографічних груп українців

### Подоляни
Подоляни — мешканці Поділля. Географічне Поділля — це плоска височина, перерізана багатьма ярами. Межа його починається від Миколаєва над Дністром, проходить уздовж Дністра на південний схід аж до міста Балти. Там звертає на схід і йде повз місто Гайворон, захоплюючи частину Черкаської, повністю Вінницьку і більшу частину Хмельницької областей. Іде далі на захід біля Кременця, займаючи цілу Тернопільську та частину Львівської області аж до Львова. Усе Поділля було поділене в XV ст. по ріці Мурафі на Західне та Східне. Західне Поділля було під впливом Речі Посполитої, а Східне Поділля було під впливом Великого князівства Литовського. Центром західного Поділля був Кам'янець, східного — Брацлав, а третім значним подільським осередком був Червоногородський замок, до якого входили землі від Збруча до Бучача. Східне Поділля мало в подальшому часі спільну історію з Подністровською Україною та перебувало під козацьким впливом. Що стосувалося побуту та традицій, одягу, забудови житла, то в цілому вони були однакові в усьому Поділлі. Територія від Брацлавщини до Чорного моря називалася Побережжя та відносилася в територіальному плані також до Поділля. Нижня границя Поділля проходила біля м. Очаків (Дашів). Де була межа між Подністровською Україною та Поділлям невідомо.
Назва подоляни пішла від назви території. В минулі часи подоляни заселяли землі по Дністрі з обидвох боків, та були на думку істориків нащадками тиверців. Відомий історик Ян Длугош називав також Кременець та Теребовлю подільськими містами. Характерною особливістю Поділля, яка мала вплив на побут населення, було те, що Поділля з XV ст. знаходилося на кордоні із татарами. Постійна небезпека з боку татар, зумовила виникнення міст-замків, в яких проживав міщанський прошарок населення. З цієї причини на східних подільських землях виник особливий військовий прошарок населення — козаки. Окрім того звичайне населення займалося в основному землеробством як у містах так і селах. Вирощували в основному пшеницю, також вирощували та сушили на продаж сливи, біля самого Дністра вирощували також виноград та робили вино, на баштанах вирощували дині. Безперервні татарські напади, знищення осель, масове забирання населення в полон мало вплив на характер та побут подолян. Адже саме Поділля називали землею политою кров'ю або землею войованою «вогнем та мечем». Пісні подолян відрізнялися особливою тугою та ліричністю, танцювали охоче на Поділлі також швидкі танці: шумки та чабарашки. Подібний побут, говір, традиції та одяг мають мешканці Буковини. З 1793 р. більша частина Поділля потрапила під владу Російської імперії, що спричинило заборону мови, традицій, традиційного одягу. Саме з цієї причини культура та традиції подолян збережені менше ніж у гуцулів чи бойків.
Подільські села були великими з широкими вулицями, налічували вони 200—300 осель, та декілька тисяч мешканців. Характерною особливістю яка відрізняла подільські села було те, що оселі були оточені валами або великі будинки — ровами, та обсаджені навколо вербами. В селах які знаходилися не біля річок чи природних водоймищ завжди викопувався один або декілька ставків. В центрі села знаходилася церква, навпроти неї через дорогу була завжди корчма. Наприкінці села знаходився панський будинок, відгороджений липами.

### Бойки
Бойки — етнографічна група українського народу, що розселена по обидва узбіччя середньої частини Українських Карпат. Бойківщина займає Високі Бескиди, східну частину Середніх Бескидів, західну частину Горганів та Центрально-Карпатську улоговину, що на півдні до них прилягає. Межа етнографічної території бойків пролягає між ріками Сяном і Бистрицею Надвірнянською на північному заході Українських Карпат, між ріками Уж і Торцем в північно-західній частині Закарпатської області.
За сучасним адміністративно-територіальним поділом Бойківщина охоплює північно-західну частину Богородчанського району, Рожнятівський район і майже весь Долинський (за винятком його північної окраїни) райони Івано-Франківської області, Сколівський, Турківський, південну частину Стрийського, Дрогобицького, Самбірського та більшу частину Старосамбірського районів Львівської області, північну частину Міжгірського і Великоберезнянського та весь Воловецький райони Закарпатської області. Вона займає територію близько 8 тис. км².
Найпоширенішою є думка, що бойки є нащадками давнього слов'янського племені білих хорватів, що селилось в Українських Карпатах і яких князь Володимир Великий приєднав до Київської держави.
Походження самоназви «бойки» вченими ще повністю нез'ясовано. Бойки, як етнографічна група, відрізняються від своїх сусідів бойківською говіркою, забудовою осель, звичаями, традиціями, побутом, а в минулому — ще й одягом.
Ще в середині XIX століття за приблизними підрахунками в межах Бойківщини проживало до 170—175 тис.чол. З них переважна більшість в галицькій частині, а значно менша в Закарпатській. В XX ст. тут проживало до 400 тис. чол. Найвідомішими містами та містечками на території Бойківщини є Дрогобич, Калуш, Борислав, Болехів, Долина, Самбір, Старий Самбір, Сколе, Нижні Ворота, Турка, Воловець, Бориня, Великий Березний.
Виходячи з місцевих природних умов, бойки з давніх часів займалися скотарством (розведенням волів, овець), а в новіших часах — землеробством (вирощуванням вівса, картоплі) та скотарством молочного напрямку. До додаткових занять бойків належали роботи на лісорозробках, нафтових промислах, збирання та збут ягід і грибів, розведення в окремих місцях садів. Торговельний шлях, що проходив через Бойківщину, спонукав окремих із бойків до торгівлі спочатку сіллю, а згодом овочами. Торгували вони в містах Галичини, Волині, в Будапешті, Бухаресті, Петербурзі, Франції.
Зараз представники цього субетносу працюють в лісовому та сільському господарстві, різних галузях промисловості, сфері послуг та в інших галузях господарства.
На Бойківщині народилися відомі діячі історії, науки та культури. Серед них Юрій Дрогобич (Котермак) спочатку професор у Кракові, а згодом проф. та ректор у Болоньському університеті, П.Конашевич-Сагайдачний — гетьман України, письменник, вчений, громадський діяч І. Я. Франко, а також письменники М. Устиянович, А. Могильницький, провідник ОУН — Степан Бандера.
В першій половині XX ст. (30-ті рр.) дослідження Бойківщини були зосереджені в музеї «Бойківщина» в Самборі . Тут видавався «Літопис Бойківщини».

### Гуцули
Гуцули як етнографічна група, мають свою гуцульську говірку, виділяються красивим гуцульським одягом, своєрідною народною архітектурою, звичаями, традиціями, багатим розмаїтим фольклором, широким розвитком народних ремесел. Вони мають свою етнографічну територію (Гуцульщину), яка умовно була окреслена наприкінці XIX — на початку XX ст. на основі тривалих етнографічних та мовно-діалектичних досліджень. Відповідно було встановлено схематичні межі території, заселеної гуцулами. Так, на заході межа з бойками проходила по річці Лімниці, в Закарпатті — верхів'ями річок Берестянки, Турбату, Тересви, долині Малої Шопурки до її злиття з Тисою, а на півдні ця лінія проходить до державного кордону. На півночі та північному сході від Лімниці межа пересікає Бистрицю Солотвинську та Надвірнянську, через село Пасічну йде на Делятин, Яблунів, Косів, Вижницю, Берегомет, Красноїльськ до кордону з Румунією.
Гуцульщина за сучасним адміністративно-територіальним поділом займає південну частину Надвірнянського, Косівського районів та весь Верховинський район Івано-Франківської області, південну частину Вижницького району і Путильський район Чернівецької області та Рахівський район Закарпатської області. Її територія становить 6.5 тис. км². Всю нинішню Гуцульщину можна поділити на Галицьку (2.9 тис. км²), Буковинську (2.2 тис. км²) та Закарпатську (1.4 тис. км²).
Найбільш заселеною є Галицька частина Гуцульщини і найменше — Закарпатська. Переважна більшість населення проживає у сільських поселеннях, а значно менша — у малих містах і містечках. Сільські оселі тут розпорошені, вони тут досягають найвищої верхньої межі постійного заселення (до 1400 м). На Гуцульщині досить багато сезонних сільських поселень, зокрема високогірні пастуші оселі на полонинах, а також перехідні форми між постійними та тимчасовими оселями.
Природні умови території зумовили основні напрямки господарської діяльності гуцулів. Основним їх заняттям завжди було скотарство, для якого тут були найсприятливіші умови. Землеробство велося на примітивному рівні (вирощування картоплі, кукурудзи, ячменю, льону, вівса, жита). Дещо пізніше почався розвиток курортного господарства, з якого не могли скористатися гуцули. Додатковими заняттями гуцулів є домашні промисли — ткацтво, обробка металу і шкіри, різьба по дереву, художня вишивка та ін.
В новітній час гуцули в значній мірі зайняті в лісовому господарстві, лісорозробках, в деревообробній та інших галузях господарства.
На Гуцульщині народилися ватажки опришківського руху в Карпатах та Прикарпатті — Іван Пискливий (с. Довгополе Руське), Олекса Довбуш (с. Печеніжин), керівник селянського повстання проти поміщиків Лук'ян Кобилиця. Тут народився письменник та громадський діяч, близький соратник Івана Франка — Михайло Павлик, його сестра, громадська діячка — Анна Павлик. На цій землі народилися відомі народні майстри з різьби по дереву Юрій та Дмитро Шкрібляки, а також відома вишивальниця, лавреатка Державної премії ім. Т. Г. Шевченка Ганна Василищук із с. Шешори.

### Лемки
Лемки — етнографічна група українських горян, яка до 1947 р. жила по обох боках Карпатського хребта і державних кордонів (до 1772. — польсько-угорського, а з 1919. — польсько-чехословацького). Їхня територія виступає півостровом між польською і словацькою етнографічною територією завдовжки 140 км і завширшки 25–50 км.
Територія галицької Лемківщини до 1946 займала південну частину таких повітів як Новосандецького, Горлицького, Ясельського, Коростянського, Саніцького, південний захід Ліського і 4 села Новоторзького площею близько 3.5 тис. км². На цій території проживало 200 тис.осіб, в тому числі 160 тис. українців (1939), які жили близько в 300 селах. Закарпатська Лемківщина займає більшість Пряшівщини — близько 3 тис. км² і 110 тис. мешканців та ряд етнографічних островів.
Згідно з польсько-радянським договором від 16 серпня 1945 року, що визначив польсько-радянський кордон, остаточно було віддано Польщі всю північну Лемківщину і проведено взаємний обмін населенням між Польщею і УРСР. До половини 1946 року більшу частину лемків (близько 80 %) було виселено в Україну, переважно в її західні області та частково у крайні східні. Решту, за малим винятком, в 1947 році внаслідок проведення операції «Вісла» було переселено на північно-західні землі Польщі й розселено окремими родинами між польськими поселенцями. Північна Лемківщина була заселена польськими верховинцями, а більшість земель залишилась пусткою. Отже, після виселення лемків поляками з північної Лемківщини, єдиною територією їх компактного розселення на сьогодні залишилось західне Закарпаття — Пряшівщина та західна частина Закарпатської області. На Лемківщині переважали сільські поселення, а міські були представлені м. Сяніком та містечками Мушина, Криниця, Буківсько, Балигород. Міські жителі становили 15 %. На кількості населення Лемківщини в минулому (1880–1914 рр.) суттєво позначилися значні міграції до Америки. Лемківські оселі розташовані у долинах, витягнуті ланцюгами. В найвищих частинах Західного Бескиду збереглися залишки наступного життя та перехідні рільничо-пастуші форми.
Основним заняттям лемків з давніх-давен було сільське господарство переважно для власних потреб. До 1914 р. важливим тут був випас волів та овець. Після скасування сервітутів та обмеження випасу по лісах тваринництво занепало і набрало молочного напрямку. В цей час піднялось рослинництво: (овес, картопля, льон, на півночі Сяніччини — жито і пшениця). Допоміжними заняттями на Лемківщині були ткацтво, деревообробка (виробництво гонти, ложкарство), каменярство. До 1914 р. досить поширеними були сезонні мандрівки на жнива до Угорщини, а також еміграція на заробітки до Америки. Лемки, які жили біля курортів, працювали в прислузі, продавали молочні продукти, гриби, ягоди.
Лемки, як етнографічна група, мають свою говірку, духовну та матеріальну культуру. Як зазначає В. Кубійович, з одного боку вони архаїчні, а з другого — зазнали впливу словацько-польського оточення. Лемки в порівнянні з іншими етнічними групами українських горян більше прив'язані до своїх гір, традиційних форм життя і церкви та відпорні на зовнішні впливи. Це і в значній мірі зберегло їх від денаціоналізації. Щодо матеріальної культури лемків, то вона бідніша в порівнянні з гуцульською. Лемківські садиби збудовані з дерева, вони переважно однобудинкові, дахи із гонти. Житлова частина таких будинків сіньми відділена від господарської. Лемки віддавна займаються різьблярством, виділяються своєрідним пісенним фольклором. Вони створили чимало оригінальних весільних та жартівливих пісень.
На Лемківщині народилась ціла когорта видатних людей, зокрема народних героїв, церковних і громадських діячів, науковців, письменників, художників і музикантів, артистів і співаків. Так, ватажками антифеодальної боротьби на Лемківщині в XVII ст. були Василь Полос та Андрій Савка. Найбільше з Лемківщини вийшло церковних діячів, зокрема митрополит Йосиф Сембратович, кардинал Сильвестр Сембратович, єпископи: Т. Полянський, Ю. Пелеша, Йосафат Коциловський, церковний діяч Іван Могильницький, вчені богослови і професори Львівського університету о. Й. Делькевич, о. Тит Мишковський та ін.
З Лемківщини походять письменники Володимир Хиляк, Франц Коковський, Іван Филипчак, Юрій Тарнович, поет Богдан Антонич, та композитор Михайло Вербицький, визначний лемківський різьбяр Михайло Орисик, вчені Володимир Кубійович та Михайло Грушевський.
З Лемківщини у Львові працюють народні артисти України, відомі співачки сестри Марія, Ніна і Даниїла Бойко, в їхньому репертуарі значне місце займають лемківські пісні. Зараз на Лемківщині (в Польщі) працює популярна хорова капела «Лемковина» (керівник і диригент Я. Трохановський), створено музей лемківської культури з ініціативи Федора Гоча. Щороку тут проводиться багатолюдний фольклорно-етнографічний фестиваль «Ватра». На словацькій Лемківщині у м. Пряшеві функціонує Український національний театр, а при ньому Піддуклянський український народний ансамбль пісні і танцю. Масові фестивальні свята щорічно проводяться в Свиднику. Тут і працює музей української культури, де видаються журнали «Дукля», «Дружно вперед», тижневик «Нове життя». В Україні, куди переселені лемки, дальшого розвитку набуло їх народне мистецтво. Тут розвинулося ряд осередків різьбярства, зокрема у Львові, Стрию, Трускавці, Моршині, Підгайцях, Бережанах. З них виросли такі майстри як заслужений діяч мистецтв України Василь Одрехівський, брати Юрій і Мирон Амбіцькі, Лука Біганич, Іван Мердак, Андрій Сухорський із синами та ін.

### Поліщуки
Найбільше поширена назва поліщуки (вперше згадується в документах XVII ст.). Ця назва охоплювала українське та білоруське населення в межах історико-етнографічної території Полісся.
Поліщуками в Україні називали і ще називають подекуди сьогодні жителів Українського Полісся. Проте похідний від нього етнікон «поліщуки» як самоназва населення цієї території, поширена тут не скрізь. Традиційним ареалом поширення назви «поліщуки» серед самого населення був в основному басейн Прип'яті та її приток. Під дією цілого ряду факторів вже нині простежується тенденція до обмеження вживання назви «поліщуки», що пов'язано із заміною її ширшим етнонімом — українці.
Виходячи з природно-географічних умов Українського Полісся поліщуки з давніх давен займалися землеробством, скотарством, рибальством, мисливством, пасічництвом.
Місцеві природні умови позначилися тут на шляхах сполучення, на основних типах поліських поселень зі скупченою гніздовою, рядовою і найпоширенішою впродовж двох останніх століть одновуличною, а також хутірською забудовою. Поліщуки виділяються своєю народною культурою, давньою обрядовістю, звичаями, традиціями, особливостями пісенного фольклору. Багато із них добре збереглися до сьогодення. «Тутейшні» — це назва окремих груп населення Українського Полісся з нечітко визначеною етнічною самосвідомістю. Так, десятки тисяч «тутейших» при польських переписах (1921, 1931 рр.) потрапили лише у підсумкову графу «інших» і не були зараховані до українського чи білоруського етносів.

### Кубанські українці
Докладніше: Українці на Кубані

Прапор Кубанської народної республіки

Активне заселення Кубані відбулось за другої хвилі переселення, яка почалась в 1802 році — Буджацького козацьких військ, а також Задунайської Січі; та в 1809—1811 рр. — з козаків Полтавської і Чернігівської губернії. А з 1809 до 1849 року на Кубань з України було переселено лише реєстрових козаків з родинами близько 109 тисяч осіб.
Активна міграція українського населення на Кубань продовжувалась протягом всього XIX ст.: дані про національний склад населення Кубані за 1882 рік, представлені в Кавказькому календарі 1886 року вказують на те, що 46,8 % жителів становили українці, 41,0 % — росіяни, горяни — 9,73, німці — 1,3 %, вірмени — 0,6 %. Домінування українців в регіоні зберігалось до 1930-х років.
Після Лютневої революції 1917 року частина кубанського козацтва, відчуваючи неміцність положення Тимчасового уряду і будучи незадоволеним його половинчастою політикою, почала об'єднуватись навколо голови Тимчасового Кубанського обласного виконавчого комітету, комісара Тимчасового уряду кадета Кіндрата Бардіжа, висунувши при цьому самостійницькі гасла: «Влада на місці» і «Кубань для кубанців».
В кінці 1919 року Кубанська Рада, маючи на увазі самостійність Кубані, відправила делегацію на Паризьку мирну конференцію. У відповідь, А. І. Денікін розігнав Раду, один із членів делегації — Олексій Кулабухов — був повішений. Надалі П. М. Врангель, що отримав у березні 1920 року владу від Денікіна, спираючись на генералів — вихідців з кубанських козаків Сергія Улагая, В'ячеслава Науменко, Лещенко, Івана Гулиги, Андрія Шкуро та інших — робити активні зусилля по схиленню проукраїнські налаштованої Кубанської Ради і Кубанського уряду на бік Російської армії. Ці спроби не дали відчутного результату, а проросійська політика генералів Білого руху призвела до відтоку кубанців з армії.
Антиукраїнська політика радянського уряду в 1930-ті роки безпосередньо торкнулась центрів українських настроїв Кубані. Найвідомішою сторінкою етноциду 1932 року стали події на станиці Полтавська.

### Слобожани
Слобожани або слободяни — назва населення яке проживало на території Слобідської України. Слобідська Україна мала на заході кордон з Гетьманщиною, на півдні з Запорожжям і Кримським ханством, на півночі з Московською землею, на сході кордон проходив по ріці Дон.
Сам Харків 1655 року складався тільки з козаків. В 1680-х роках в Слобожанщині було близько 100 000 населення.
Перепис 1732 року налічує військового люду 106 000, а усіх разом 400 000.
За переписом 1897 року на території старої Слобожанщини: в Харківській губернії нараховувалось 2 492 316 населення, з них 2 009 411 українців, у Воронізькій губернії — 854 053 українців, в Курській губернії — 523 277, усього близько 4 млн. В XVII ст. на території Слобожанщини було одне козацтво з невеликою кількістю духовенства та старшини.

### Волиняни
докладніше: Волиняни
Волиняни (дав-рус Волынѧне) — етнографічна група Українців, яка історично населяє землі Волині. Сформувалася етнографічна група на основі племені Волинян, які заселили землі землі Волині, північно-східну Галичину та басейн середнього Бугу. Згадки про Волинян є у повісті минулих літ та на думку багатьох істориків про них писав арабський географ та мандрівник Аль-Масуді назвавши їх «Валінана». У 981 році, князь Володимир Святославич
підкорив землі на яких проживали Волиняни, де згодом було створено Волинське(Володимирське) князівство. У середні віки, Волинь стала мало чи не найважливішим регіоном України, Волиняни зберігали мову, культуру та віру Русі. Волинська шляхта була відома своєю політичною автономією. На думку багатьох істориків, сучасна Україна якою ми її знаємо, є результатом боротьби за неї Волинян. Як пише Польский історик Ю.Бартошевич «Ціла та земля аж по Дніпро по Вінницю і Брацлав була Волинню. Поділля зосереди лось десь біля Кам'янця, Київ був тільки містом, а Волинь розумілася в той час широко на всі боки, і пізніша, тобто сучасна, Україна Бүла Волинню.»
Волинь вважається є одним із найбільш політично автономних регіонів України. Народний одяг волинян має значні відмінності, залежно від району.

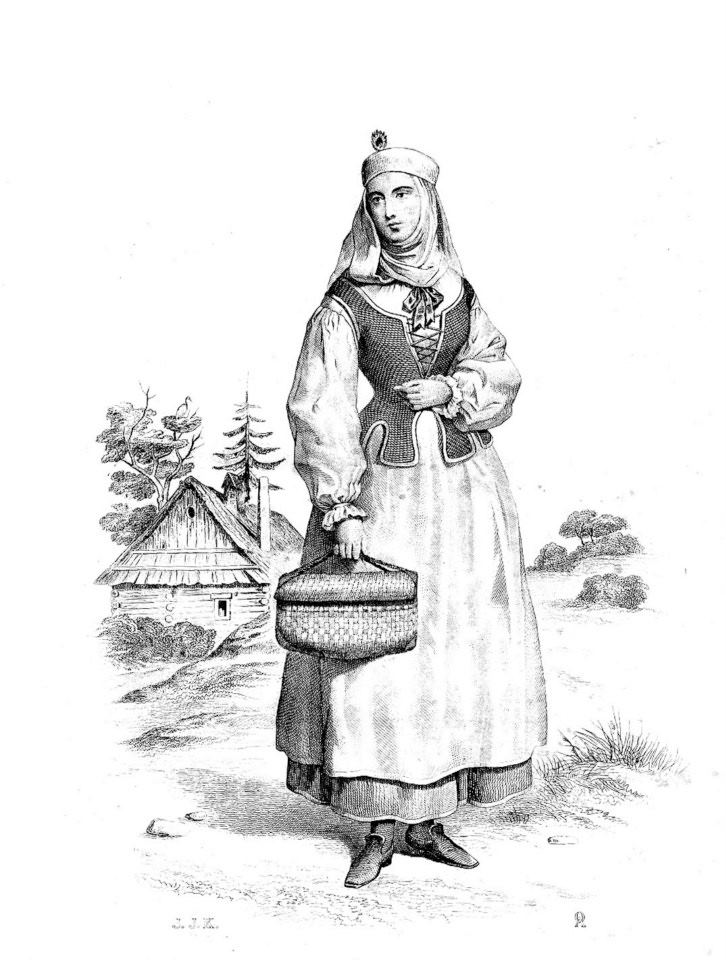
Волинянка з околиць Кобрина. Гравюра за малюнком Ю. І. Крашевського, 1860 рік, з його книги "Спогади про Волинь, Полісся та Литву.

## Перепис 2001 року
| Етнографічні групи українського етносу за переписом 2001 року | Етнографічні групи українського етносу за переписом 2001 року | Етнографічні групи українського етносу за переписом 2001 року | Етнографічні групи українського етносу за переписом 2001 року | Етнографічні групи українського етносу за переписом 2001 року |
|                                                               |                                                               | Рідна мова                                                    | Рідна мова                                                    | Рідна мова                                                    |
| Етногр.група                                                  | Чисельність                                                   | своєї етнограф.групи                                          | українська                                                    | інша                                                          |
| ------------------------------------------------------------- | ------------------------------------------------------------- | ------------------------------------------------------------- | ------------------------------------------------------------- | ------------------------------------------------------------- |
| Гуцули                                                        | 21400                                                         | 8                                                             | 21382                                                         | -                                                             |
| Покутяни                                                      | 107                                                           | 1                                                             | 57                                                            | -52                                                           |
| Буковинці                                                     | 71                                                            | -                                                             | 70                                                            | 1                                                             |
| Русини                                                        | 10183                                                         | 6725                                                          | 3156                                                          | 302                                                           |
| Лемки                                                         | 672                                                           | -                                                             | 641                                                           | 31                                                            |
| Бойки                                                         | 131                                                           | 14                                                            | 113                                                           | 4                                                             |
| Литвини                                                       | 22                                                            | 10                                                            | -                                                             | 12                                                            |
| Поліщуки                                                      | 9                                                             | 9                                                             | -                                                             | -                                                             |
| Всього                                                        | 32592                                                         | 6767                                                          | 25320                                                         | 410                                                           |

## Галерея

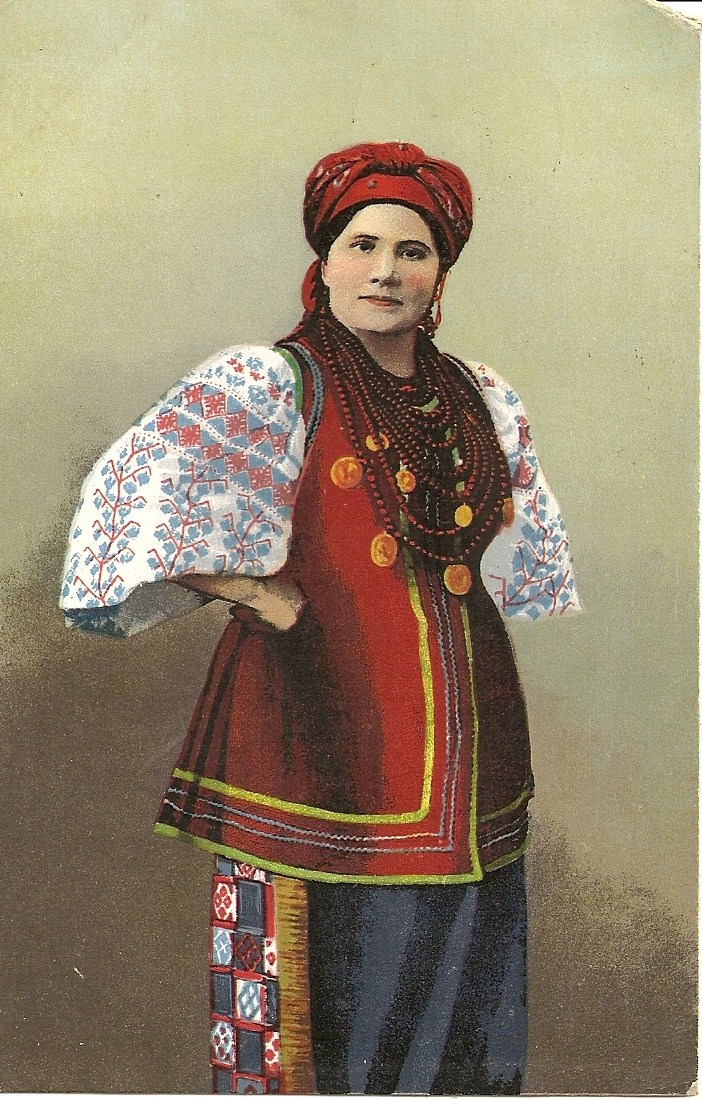
Українка (Дністров’я) 1917
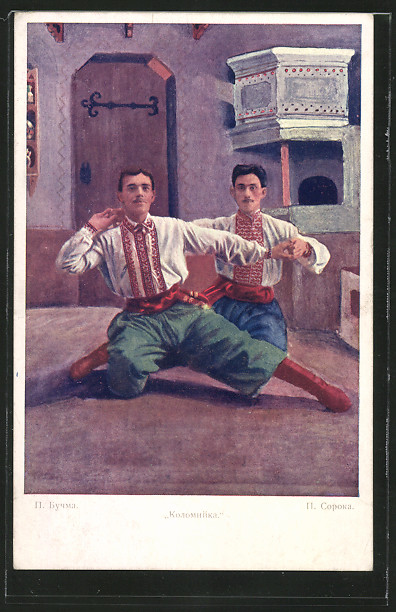
Українці до 1917 (Дністров’яни)
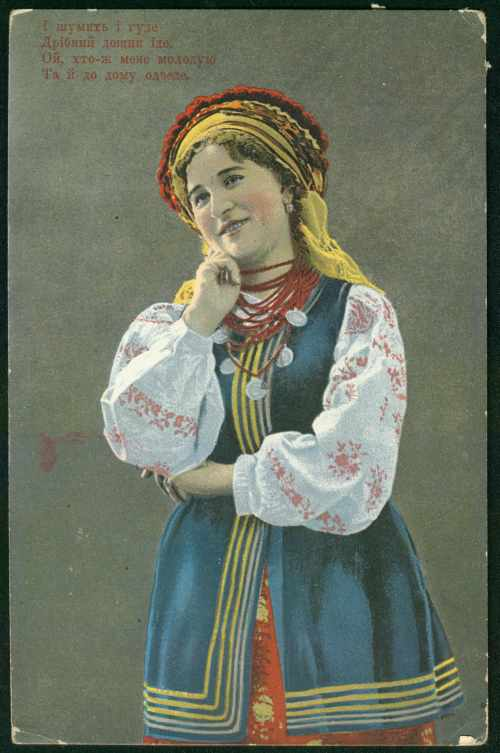
Українка в традиційному вбрані
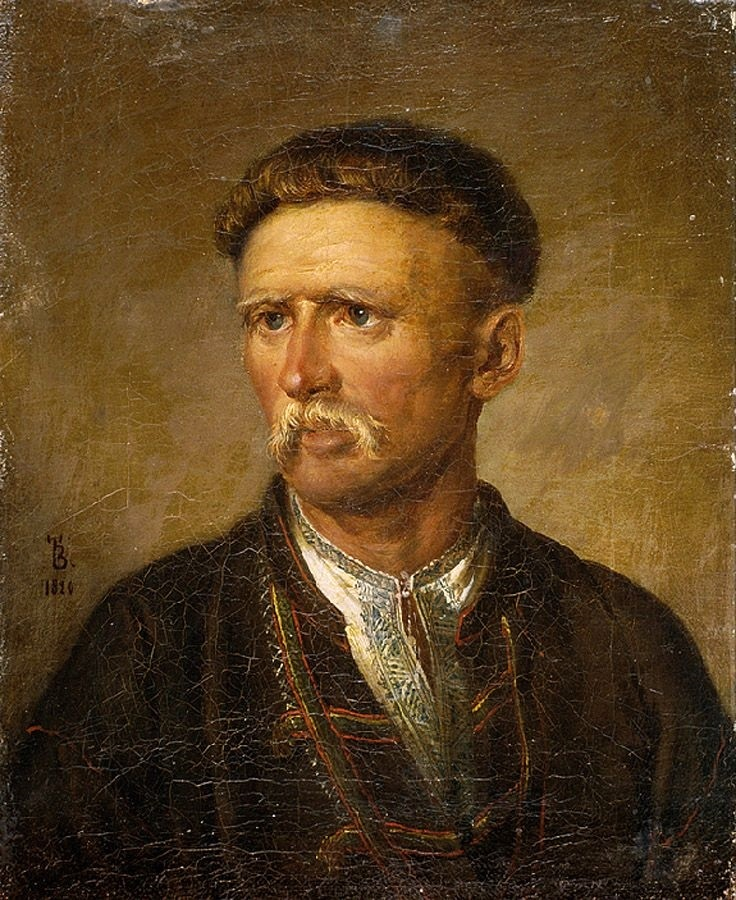
Подолянин.В. Тропінін 1818
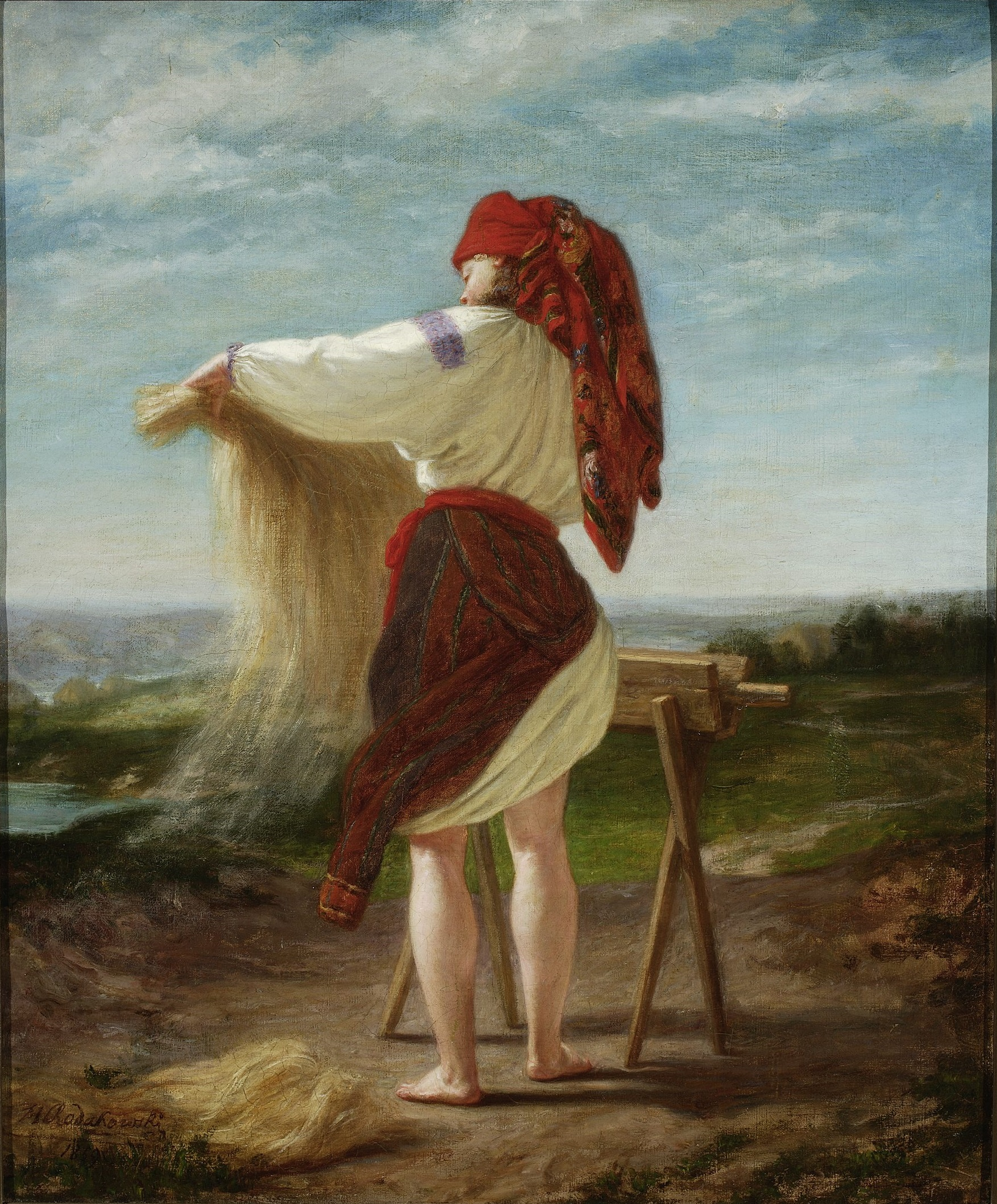
Подолянка
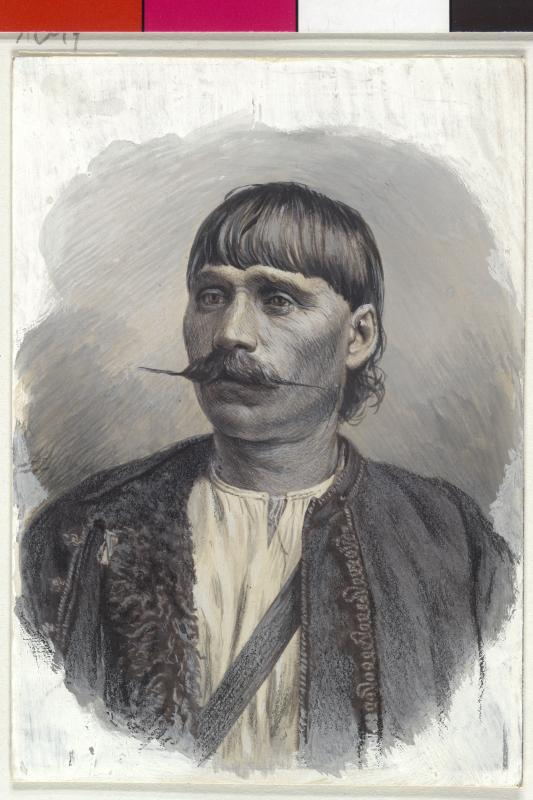
Русин з Буковини
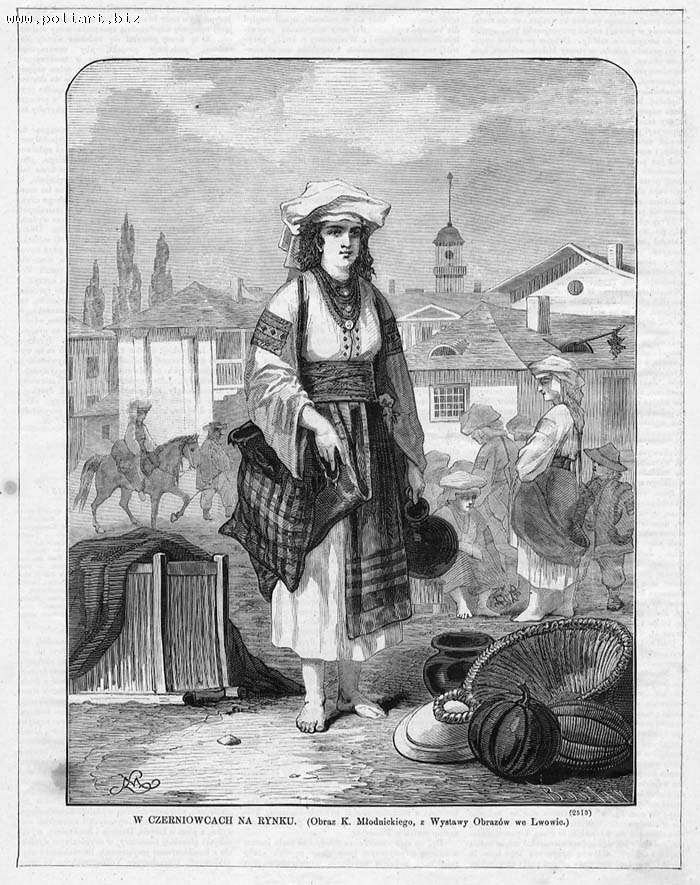
Буковинка з Чернівців
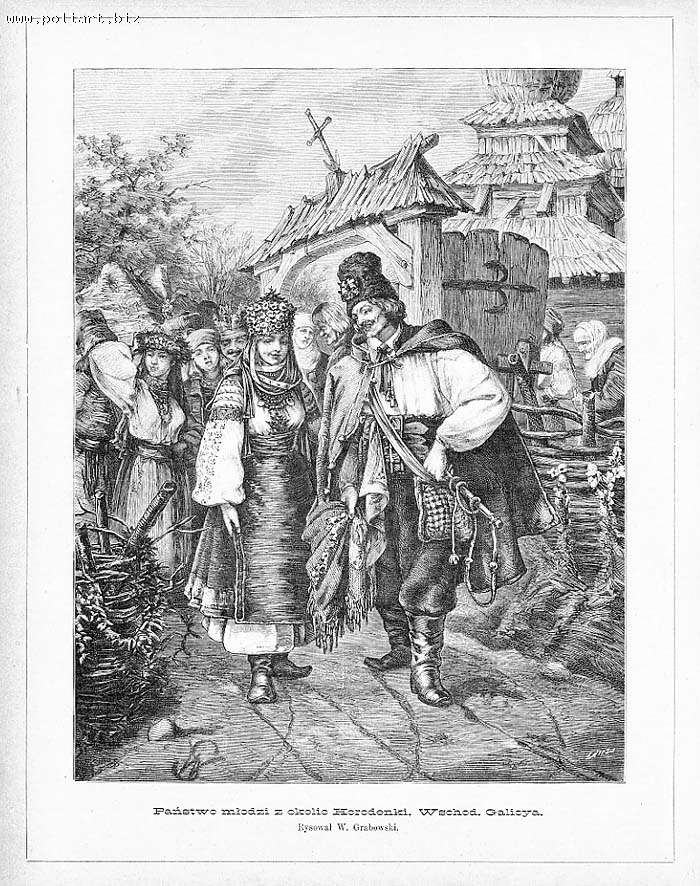
Покуття. В. Грабовський
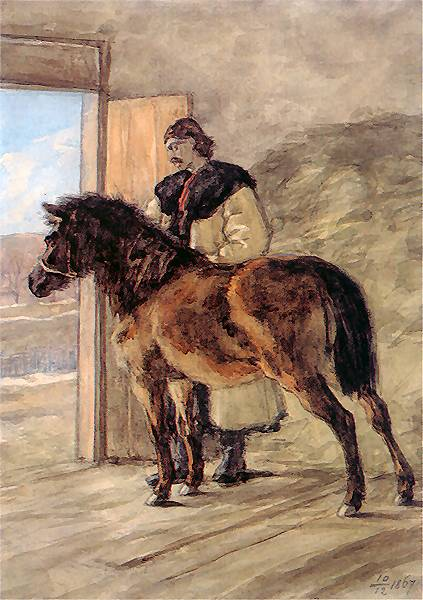
Галичанин Іван
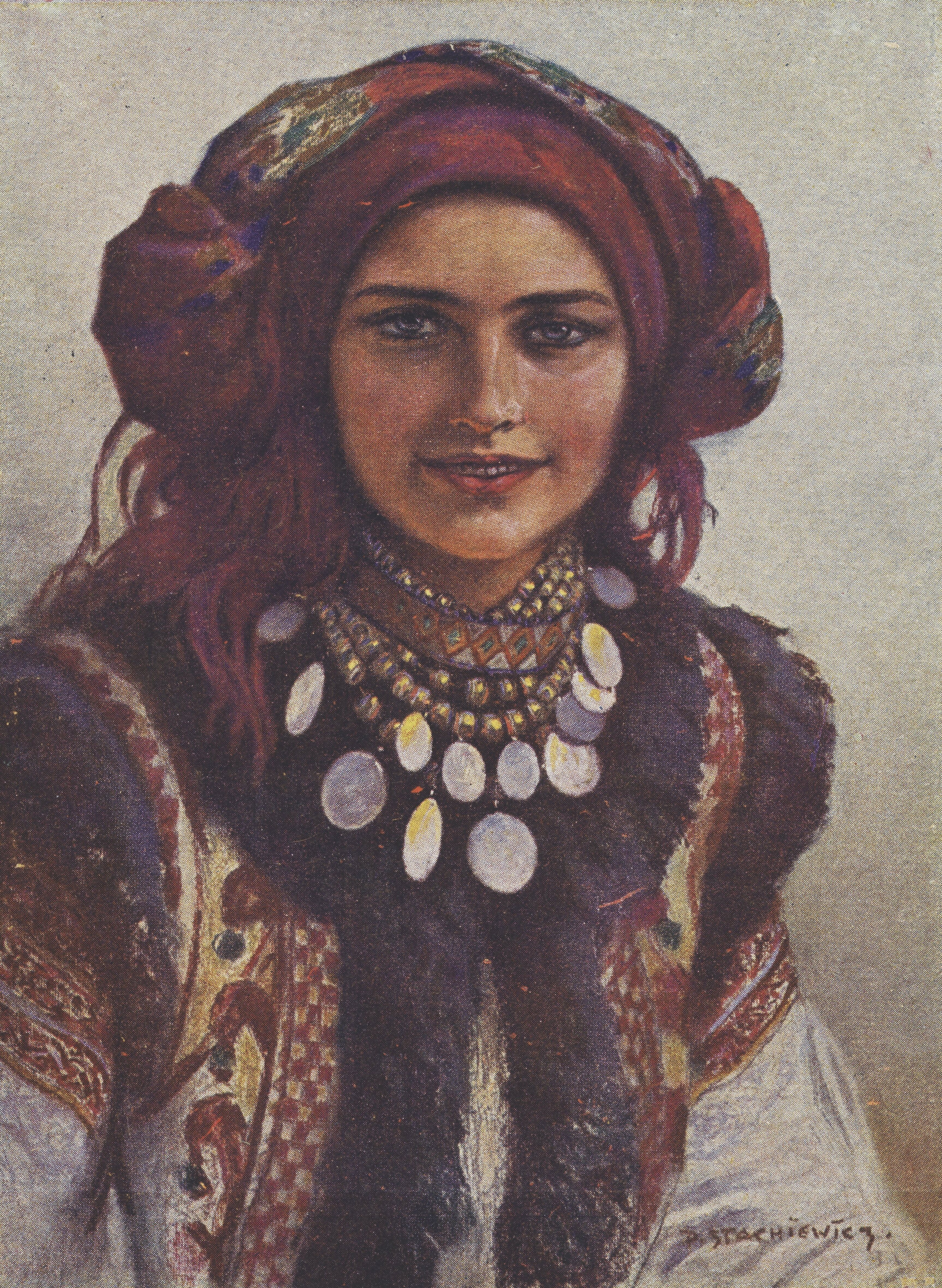
Гуцулка.Стахевич "Ксеня"
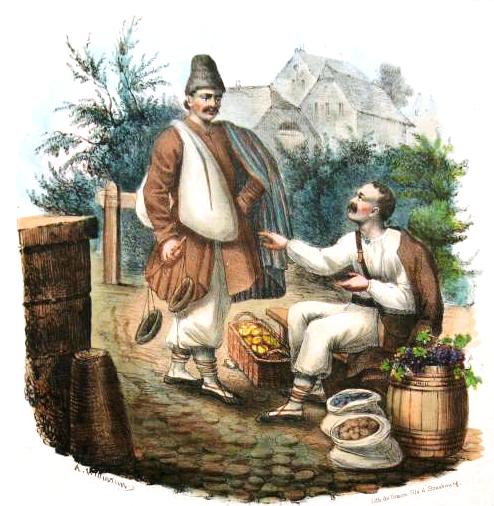
Бойки 1837
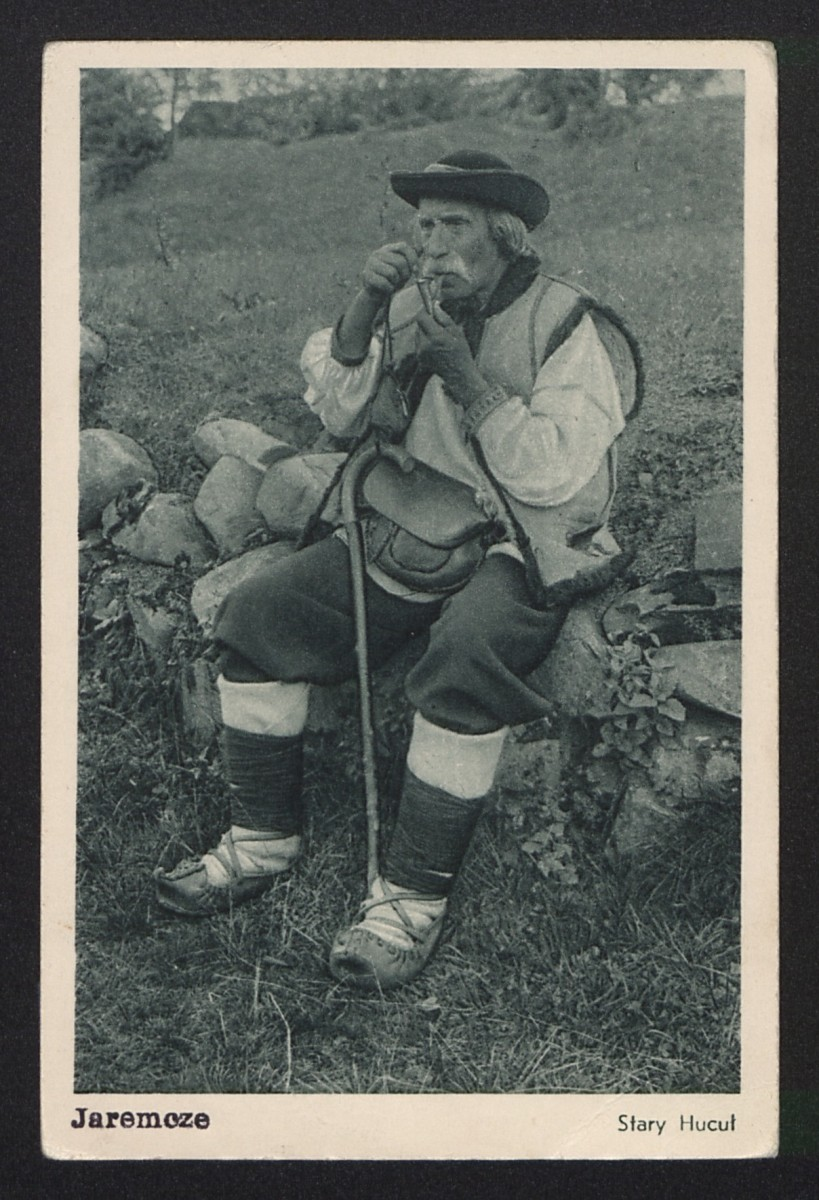
Гуцул
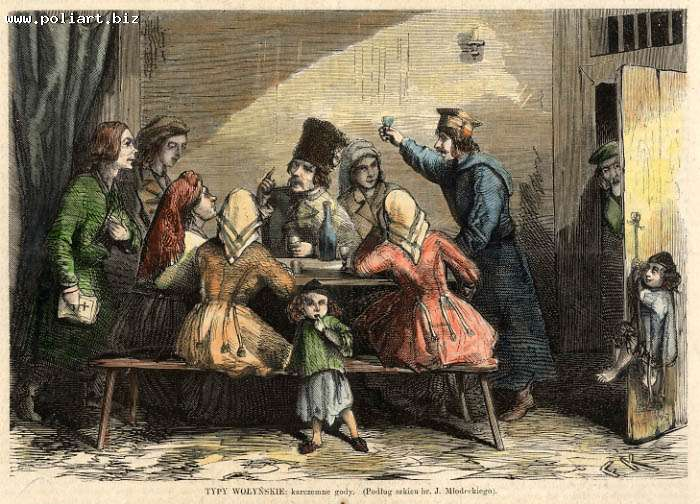
Волиняни 1863
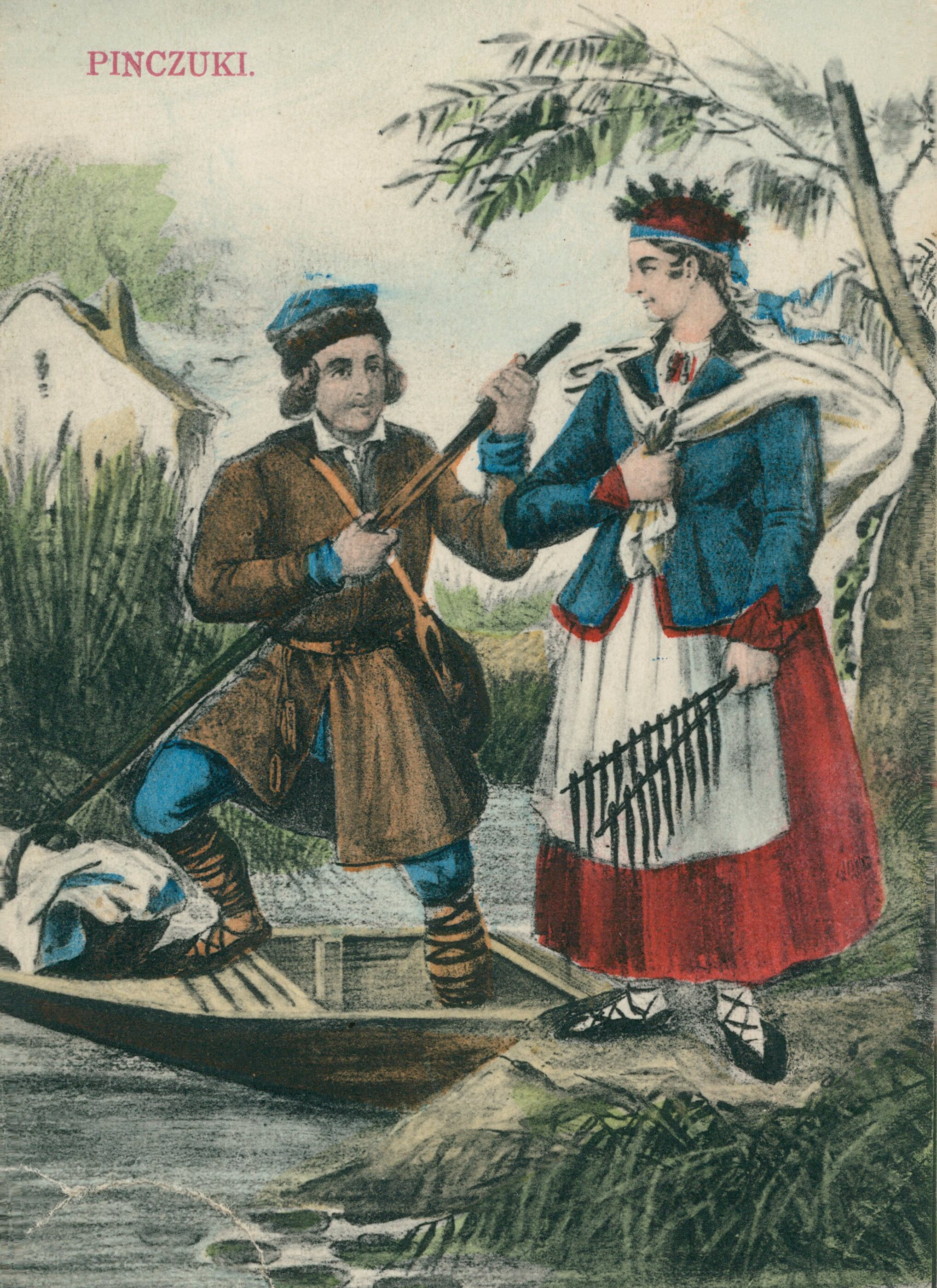
Пінчуки 1837
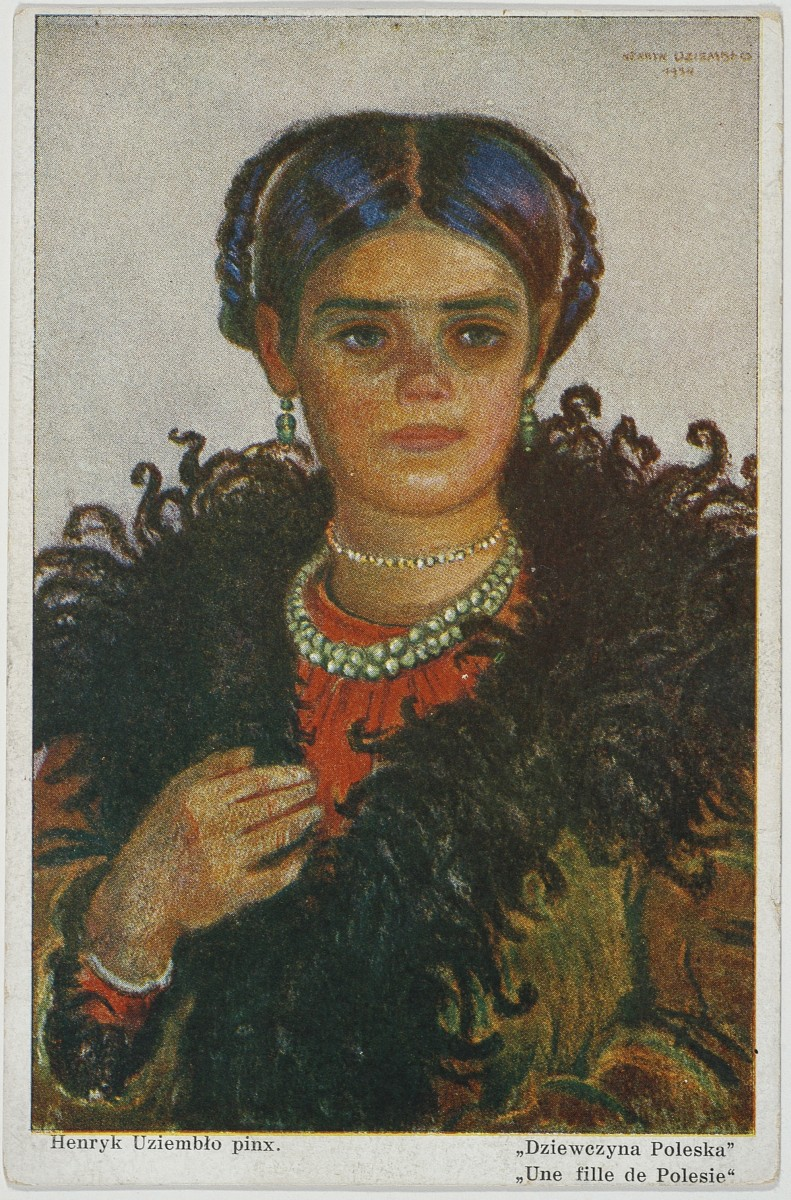
Дівчина з Полісся
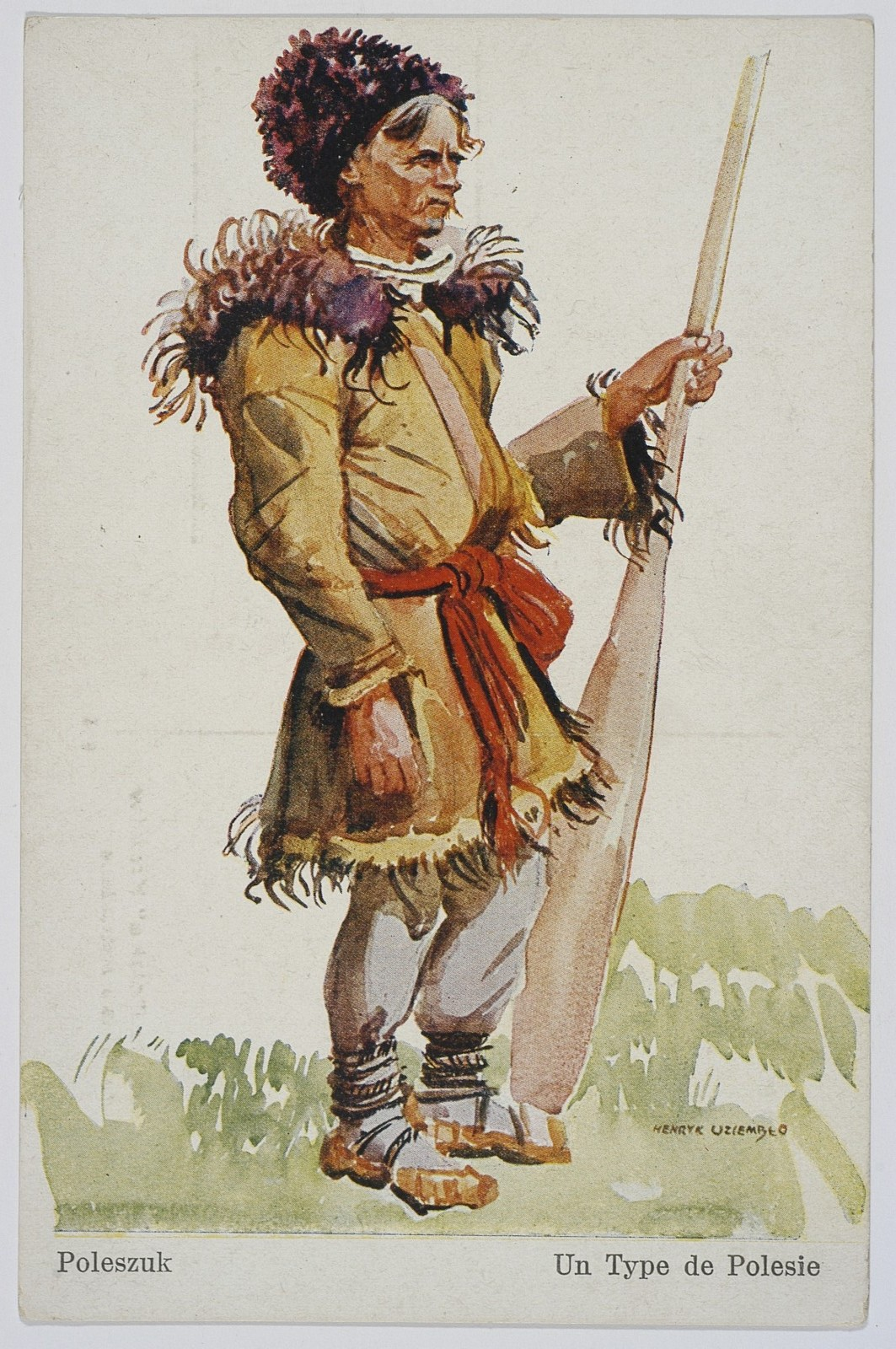
Поліщук

## Галерея. Мапи

Кількість гуцулів у регіонах України за даними перепису 2001 року
Кількість русинів у регіонах України за даними перепису 2001 року
Частка русинів у населенні Закарпатської області за даними перепису 2001 року